# Лоамнеш
Лоамнеш (рум. Loamneș) — село у повіті Сібіу в Румунії. Адміністративний центр комуни Лоамнеш.
Село розташоване на відстані 229 км на північний захід від Бухареста, 16 км на північ від Сібіу, 100 км на південь від Клуж-Напоки, 122 км на захід від Брашова.

## Населення
За даними перепису населення 2002 року у селі проживали 690 осіб, з них 686 осіб (99,4%) румунів. Рідною мовою 688 осіб (99,7%) назвали румунську.